# Poseidonamicus tainae
Poseidonamicus tainae is een mosselkreeftjessoort uit de familie van de Thaerocytheridae. De wetenschappelijke naam van de soort is voor het eerst geldig gepubliceerd in 2011 door Brandão in Brandão & Päplow.